# Liste der Lieder von Van Halen
Die Liste der Lieder von Van Halen enthält alle von der US-amerikanischen Band Van Halen interpretierten Songs, die veröffentlicht wurden.
| Titel                               | Album                         | Jahr | Gesang         | Autoren                                                                        | Anmerkungen       |
| ----------------------------------- | ----------------------------- | ---- | -------------- | ------------------------------------------------------------------------------ | ----------------- |
| 1984                                | 1984                          | 1984 |                | Alex Van Halen, David Lee Roth, Eddie Van Halen                                | Instrumental      |
| 316                                 | For Unlawful Carnal Knowledge | 1986 |                | Alex Van Halen, Eddie Van Halen, Michael Anthony, Sammy Hagar                  | Instrumental      |
| 5150                                | 5150                          | 1986 | Sammy Hagar    | Alex Van Halen, Eddie Van Halen, Michael Anthony, Sammy Hagar                  |                   |
| A Apolitical Blues                  | OU812                         | 1988 | Sammy Hagar    | Lowell George (Little Feat 1972)                                               |                   |
| A.F.U. (Naturally Wired)            | OU812                         | 1988 | Sammy Hagar    | Alex Van Halen, Eddie Van Halen, Michael Anthony, Sammy Hagar                  |                   |
| Addicted to Love                    | Live Without a Net            | 1986 | Sammy Hagar    | Robert Palmer (1985)                                                           | Live              |
| Aftershock                          | Balance                       | 1995 | Sammy Hagar    | Alex Van Halen, Eddie Van Halen, Michael Anthony, Sammy Hagar                  |                   |
| Ain’t Talkin’ ’Bout Love            | Van Halen                     | 1978 | David Lee Roth | Alex Van Halen, David Lee Roth, Eddie Van Halen, Michael Anthony               |                   |
| Ain’t Talkin’ ’Bout Love            | Live: Right Here, Right Now   | 1992 | Sammy Hagar    | Alex Van Halen, David Lee Roth, Eddie Van Halen, Michael Anthony               | Live              |
| Amsterdam                           | Balance                       | 1995 | Sammy Hagar    | Alex Van Halen, Eddie Van Halen, Michael Anthony, Sammy Hagar                  |                   |
| And the Cradle Will Rock            | Women and Children First      | 1980 | David Lee Roth | Alex Van Halen, David Lee Roth, Eddie Van Halen, Michael Anthony               |                   |
| As Is                               | A Different Kind of Truth     | 2012 | David Lee Roth | David Lee Roth, Eddie Van Halen, Wolfgang Van Halen, Alex Van Halen            |                   |
| Atomic Punk                         | Van Halen                     | 1978 | David Lee Roth | Alex Van Halen, David Lee Roth, Eddie Van Halen, Michael Anthony               |                   |
| Ballot or the Bullet                | Van Halen III                 | 1998 | Gary Cherone   | Eddie Van Halen, Michael Anthony, Gary Cherone, Alex Van Halen                 |                   |
| Baluchitherium                      | Balance                       | 1995 |                | Alex Van Halen, Eddie Van Halen, Michael Anthony, Sammy Hagar                  | Instrumental      |
| Bass Solo                           | Live Without a Net            | 1986 |                | Michael Anthony                                                                | Instrumental Live |
| Beats Workin’                       | A Different Kind of Truth     | 2012 | David Lee Roth | David Lee Roth, Eddie Van Halen, Wolfgang Van Halen, Alex Van Halen            |                   |
| Beautiful Girls                     | Van Halen II                  | 1979 | David Lee Roth | Alex Van Halen, David Lee Roth, Eddie Van Halen, Michael Anthony               |                   |
| Best of Both Worlds                 | 5150                          | 1986 | Sammy Hagar    | Alex Van Halen, Eddie Van Halen, Michael Anthony, Sammy Hagar                  |                   |
| Big Bad Bill (Is Sweet William Now) | Diver Down                    | 1982 | David Lee Roth | Milton Ager, Jack Yellen (Margaret Young 1924)                                 |                   |
| Big Fat Money                       | Balance                       | 1995 | Sammy Hagar    | Alex Van Halen, Eddie Van Halen, Michael Anthony, Sammy Hagar                  |                   |
| Big River                           | A Different Kind of Truth     | 2012 | David Lee Roth | David Lee Roth, Eddie Van Halen, Wolfgang Van Halen, Alex Van Halen            |                   |
| Black and Blue                      | OU812                         | 1988 | Sammy Hagar    | Alex Van Halen, Eddie Van Halen, Michael Anthony, Sammy Hagar                  |                   |
| Blood and Fire                      | A Different Kind of Truth     | 2012 | David Lee Roth | David Lee Roth, Eddie Van Halen, Wolfgang Van Halen, Alex Van Halen            |                   |
| Bottoms Up!                         | Van Halen II                  | 1979 | David Lee Roth | Alex Van Halen, David Lee Roth, Eddie Van Halen, Michael Anthony               |                   |
| Bullethead                          | A Different Kind of Truth     | 2012 | David Lee Roth | David Lee Roth, Eddie Van Halen, Wolfgang Van Halen, Alex Van Halen            |                   |
| Cabo Wabo                           | OU812                         | 1988 | Sammy Hagar    | Alex Van Halen, Eddie Van Halen, Michael Anthony, Sammy Hagar                  |                   |
| Can’t Get This Stuff No More        | Best Of – Volume I            | 1996 | David Lee Roth | Michael Anthony, David Lee Roth, Alex Van Halen, Eddie Van Halen               |                   |
| Can’t Stop Lovin’ You               | Balance                       | 1995 | Sammy Hagar    | Alex Van Halen, Eddie Van Halen, Michael Anthony, Sammy Hagar                  |                   |
| Cathedral                           | Diver Down                    | 1982 |                | Alex Van Halen, David Lee Roth, Eddie Van Halen, Michael Anthony               | Instrumental      |
| Catherine                           | Video Hits Volume I           | 1998 |                |                                                                                | Videoclip         |
| China Town                          | A Different Kind of Truth     | 2012 | David Lee Roth | David Lee Roth, Eddie Van Halen, Wolfgang Van Halen, Alex Van Halen            |                   |
| Could This Be Magic?                | Women and Children First      | 1980 | David Lee Roth | Alex Van Halen, David Lee Roth, Eddie Van Halen, Michael Anthony               |                   |
| Crossing Over                       | Balance                       | 1995 | Sammy Hagar    | Alex Van Halen, Eddie Van Halen, Michael Anthony, Sammy Hagar                  |                   |
| D.O.A.                              | Van Halen II                  | 1979 | David Lee Roth | Alex Van Halen, David Lee Roth, Eddie Van Halen, Michael Anthony               |                   |
| Dance the Night Away                | Van Halen II                  | 1979 | David Lee Roth | Alex Van Halen, David Lee Roth, Eddie Van Halen, Michael Anthony               |                   |
| Dancing in the Street               | Diver Down                    | 1982 | David Lee Roth | Marvin Gaye, Ivy Jo Hunter, William Stevenson (Martha & the Vandellas 1964)    |                   |
| Dirty Movies                        | Fair Warning                  | 1981 | David Lee Roth | Alex Van Halen, David Lee Roth, Eddie Van Halen, Michael Anthony               |                   |
| Dirty Water Dog                     | Van Halen III                 | 1998 | Gary Cherone   | Eddie Van Halen, Michael Anthony, Gary Cherone, Alex Van Halen                 |                   |
| Doin’ Time                          | Balance                       | 1995 |                | Alex Van Halen, Eddie Van Halen, Michael Anthony, Sammy Hagar                  | Instrumental      |
| Don’t Tell Me (What Love Can Do)    | Balance                       | 1995 | Sammy Hagar    | Alex Van Halen, Eddie Van Halen, Michael Anthony, Sammy Hagar                  |                   |
| Dreams                              | 5150                          | 1986 | Sammy Hagar    | Alex Van Halen, Eddie Van Halen, Michael Anthony, Sammy Hagar                  |                   |
| Drop Dead Legs                      | 1984                          | 1984 | David Lee Roth | Alex Van Halen, David Lee Roth, Eddie Van Halen                                |                   |
| Drum Solo                           | Live: Right Here, Right Now   | 1992 |                | Sammy Hagar, Eddie Van Halen, Michael Anthony, Alex Van Halen                  | Instrumental Live |
| Eagles Fly                          | Live: Right Here, Right Now   | 1992 | Sammy Hagar    | Sammy Hagar (1987)                                                             | Live              |
| Encore 1                            | Live Without a Net            | 1986 | Sammy Hagar    |                                                                                | Live              |
| Encore 2                            | Live Without a Net            | 1986 | Sammy Hagar    |                                                                                | Live              |
| Eruption                            | Van Halen                     | 1978 |                | Alex Van Halen, David Lee Roth, Eddie Van Halen, Michael Anthony               | Instrumental      |
| Everybody Wants Some!!              | Women and Children First      | 1980 | David Lee Roth | Alex Van Halen, David Lee Roth, Eddie Van Halen, Michael Anthony               |                   |
| Feel Your Love Tonight              | Van Halen                     | 1978 | David Lee Roth | Alex Van Halen, David Lee Roth, Eddie Van Halen, Michael Anthony               |                   |
| Feelin’                             | Balance                       | 1995 | Sammy Hagar    | Alex Van Halen, Eddie Van Halen, Michael Anthony, Sammy Hagar                  |                   |
| Feels So Good                       | OU812                         | 1988 | Sammy Hagar    | Alex Van Halen, Eddie Van Halen, Michael Anthony, Sammy Hagar                  |                   |
| Finish What Ya Started              | OU812                         | 1988 | Sammy Hagar    | Alex Van Halen, Eddie Van Halen, Michael Anthony, Sammy Hagar                  |                   |
| Fire in the Hole                    | Van Halen III                 | 1998 | Gary Cherone   | Eddie Van Halen, Michael Anthony, Gary Cherone, Alex Van Halen                 |                   |
| Firehouse                           |                               |      |                |                                                                                |                   |
| Fools                               | Women and Children First      | 1980 | David Lee Roth | Alex Van Halen, David Lee Roth, Eddie Van Halen, Michael Anthony               |                   |
| From Afar                           | Van Halen III                 | 1998 | Gary Cherone   | Eddie Van Halen, Michael Anthony, Gary Cherone, Alex Van Halen                 |                   |
| Get Up                              | 5150                          | 1986 | Sammy Hagar    | Alex Van Halen, Eddie Van Halen, Michael Anthony, Sammy Hagar                  |                   |
| Girl Gone Bad                       | 1984                          | 1984 | David Lee Roth | Alex Van Halen, David Lee Roth, Eddie Van Halen                                |                   |
| Give to Live                        | Live: Right Here, Right Now   | 1992 | Sammy Hagar    | Sammy Hagar (1987)                                                             | Live              |
| Good Enough                         | 5150                          | 1986 | Sammy Hagar    | Alex Van Halen, Eddie Van Halen, Michael Anthony, Sammy Hagar                  |                   |
| Growth                              | Women and Children First      | 1980 | David Lee Roth | Alex Van Halen, David Lee Roth, Eddie Van Halen, Michael Anthony               |                   |
| Hang ’Em High                       | Diver Down                    | 1982 | David Lee Roth | Alex Van Halen, David Lee Roth, Eddie Van Halen, Michael Anthony               |                   |
| Happy Trails                        | Diver Down                    | 1982 | David Lee Roth | Dale Evans (Roy Rogers & Dale Evans with the Whippoorwills and Orchestra 1952) |                   |
| Hear About It Later                 | Fair Warning                  | 1981 | David Lee Roth | Alex Van Halen, David Lee Roth, Eddie Van Halen, Michael Anthony               |                   |
| Heartbreak Hotel                    | Live & Alive                  | 1983 | David Lee Roth | Elvis Presley, Mae Boren Axton, Tommy Durden                                   |                   |
| Honeybabysweetiedoll                | A Different Kind of Truth     | 2012 | David Lee Roth | David Lee Roth, Eddie Van Halen, Wolfgang Van Halen, Alex Van Halen            |                   |
| Hot for Teacher                     | 1984                          | 1984 | David Lee Roth | Alex Van Halen, David Lee Roth, Eddie Van Halen                                |                   |
| House of Pain                       | 1984                          | 1984 | David Lee Roth | Alex Van Halen, David Lee Roth, Eddie Van Halen                                |                   |
| How Many Say I                      | Van Halen III                 | 1998 | Gary Cherone   | Eddie Van Halen, Michael Anthony, Gary Cherone, Alex Van Halen                 |                   |
| Humans Being                        | Best Of – Volume I            | 1996 | Sammy Hagar    | Michael Anthony, Sammy Hagar, Alex Van Halen, Eddie Van Halen                  |                   |
| I Can’t Drive 55                    | Live Without a Net            | 1986 | Sammy Hagar    | Sammy Hagar (1984)                                                             | Live              |
| Ice Cream Man                       | Van Halen                     | 1978 | David Lee Roth | John Brim (1969)                                                               |                   |
| I’ll Wait                           | 1984                          | 1984 | David Lee Roth | Alex Van Halen, David Lee Roth, Eddie Van Halen, Michael McDonald              |                   |
| I’m the One                         | Van Halen                     | 1978 | David Lee Roth | Alex Van Halen, David Lee Roth, Eddie Van Halen, Michael Anthony               |                   |
| In a Simple Rhyme                   | Women and Children First      | 1980 | David Lee Roth | Alex Van Halen, David Lee Roth, Eddie Van Halen, Michael Anthony               |                   |
| In ’n’ Out                          | For Unlawful Carnal Knowledge | 1991 | Sammy Hagar    | Alex Van Halen, Eddie Van Halen, Michael Anthony, Sammy Hagar                  |                   |
| Inside                              | 5150                          | 1986 | Sammy Hagar    | Alex Van Halen, Eddie Van Halen, Michael Anthony, Sammy Hagar                  |                   |
| Introduction                        | Live Without a Net            | 1986 | Sammy Hagar    |                                                                                | Live              |
| Intruder                            | Diver Down                    | 1982 |                | Alex Van Halen, David Lee Roth, Eddie Van Halen, Michael Anthony               | Instrumental      |
| It’s About Time                     | The Best of Both Worlds       | 2004 | Sammy Hagar    | Sammy Hagar, Alex Van Halen, Eddie Van Halen                                   |                   |
| Jamie’s Cryin’                      | Van Halen                     | 1978 | David Lee Roth | Alex Van Halen, David Lee Roth, Eddie Van Halen, Michael Anthony               |                   |
| Josephina                           | Van Halen III                 | 1998 | Gary Cherone   | Eddie Van Halen, Michael Anthony, Gary Cherone, Alex Van Halen                 |                   |
| Judgement Day                       | For Unlawful Carnal Knowledge | 1991 | Sammy Hagar    | Alex Van Halen, Eddie Van Halen, Michael Anthony, Sammy Hagar                  |                   |
| Jump                                | 1984                          | 1984 | David Lee Roth | Eddie Van Halen, Alex Van Halen, Michael Anthony, David Lee Roth               |                   |
| Jump                                | Live: Right Here, Right Now   | 1992 | Sammy Hagar    | Eddie Van Halen, Alex Van Halen, Michael Anthony, David Lee Roth               |                   |
| Learning to See                     | The Best of Both Worlds       | 2004 | Sammy Hagar    | Sammy Hagar, Alex Van Halen, Eddie Van Halen                                   |                   |
| Light Up the Sky                    | Van Halen II                  | 1979 | David Lee Roth | Alex Van Halen, David Lee Roth, Eddie Van Halen, Michael Anthony               |                   |
| Little Dreamer                      | Van Halen                     | 1978 | David Lee Roth | Alex Van Halen, David Lee Roth, Eddie Van Halen, Michael Anthony               |                   |
| Little Guitars                      | Diver Down                    | 1982 | David Lee Roth | Alex Van Halen, David Lee Roth, Eddie Van Halen, Michael Anthony               |                   |
| Loss of Control                     | Women and Children First      | 1980 | David Lee Roth | Alex Van Halen, David Lee Roth, Eddie Van Halen, Michael Anthony               |                   |
| Love Walks In                       | 5150                          | 1986 | Sammy Hagar    | Alex Van Halen, Eddie Van Halen, Michael Anthony, Sammy Hagar                  |                   |
| Man on a Mission                    | For Unlawful Carnal Knowledge | 1991 | Sammy Hagar    | Alex Van Halen, Eddie Van Halen, Michael Anthony, Sammy Hagar                  |                   |
| Me & You                            | Tokyo Dome Live in Concert    | 2013 |                |                                                                                | Live Instrumental |
| Me Wise Magic                       | Best Of – Volume I            | 1996 | David Lee Roth | Michael Anthony, David Lee Roth, Alex Van Halen, Eddie Van Halen               |                   |
| Mean Street                         | Fair Warning                  | 1981 | David Lee Roth | Alex Van Halen, David Lee Roth, Eddie Van Halen, Michael Anthony               |                   |
| Mine All Mine                       | OU812                         | 1988 | Sammy Hagar    | Alex Van Halen, Eddie Van Halen, Michael Anthony, Sammy Hagar                  |                   |
| Neworld                             | Van Halen III                 | 1998 |                | Eddie Van Halen, Michael Anthony, Gary Cherone, Alex Van Halen                 | Instrumental      |
| Not Enough                          | Balance                       | 1995 | Sammy Hagar    | Alex Van Halen, Eddie Van Halen, Michael Anthony, Sammy Hagar                  |                   |
| Oh, Pretty Woman                    | Diver Down                    | 1982 | David Lee Roth | William Dees, Roy Orbison (Roy Orbison and the Candy Men 1964)                 |                   |
| On Fire                             | Van Halen                     | 1978 | David Lee Roth | Alex Van Halen, David Lee Roth, Eddie Van Halen, Michael Anthony               |                   |
| Once                                | Van Halen III                 | 1998 | Gary Cherone   | Eddie Van Halen, Michael Anthony, Gary Cherone, Alex Van Halen                 |                   |
| One Foot Out the Door               | Fair Warning                  | 1981 | David Lee Roth | Alex Van Halen, David Lee Roth, Eddie Van Halen, Michael Anthony               |                   |
| One I Want                          | Van Halen III                 | 1998 | Gary Cherone   | Eddie Van Halen, Michael Anthony, Gary Cherone, Alex Van Halen                 |                   |
| One Way to Rock                     | Live: Right Here, Right Now   | 1992 | Sammy Hagar    | Sammy Hagar                                                                    | Live              |
| Outta Love Again                    | Van Halen II                  | 1979 | David Lee Roth | Alex Van Halen, David Lee Roth, Eddie Van Halen, Michael Anthony               |                   |
| Outta Space                         | A Different Kind of Truth     | 2012 | David Lee Roth | David Lee Roth, Eddie Van Halen, Wolfgang Van Halen, Alex Van Halen            |                   |
| Panama                              | 1984                          | 1984 | David Lee Roth | Eddie Van Halen, Alex Van Halen, Michael Anthony, David Lee Roth               |                   |
| Panama                              | Live: Right Here, Right Now   | 1992 | Sammy Hagar    | Eddie Van Halen, Alex Van Halen, Michael Anthony, David Lee Roth               |                   |
| Pleasure Dome                       | For Unlawful Carnal Knowledge | 1991 | Sammy Hagar    | Alex Van Halen, Eddie Van Halen, Michael Anthony, Sammy Hagar                  |                   |
| Poundcake                           | For Unlawful Carnal Knowledge | 1991 | Sammy Hagar    | Alex Van Halen, Eddie Van Halen, Michael Anthony, Sammy Hagar                  |                   |
| Pretty Woman                        | Diver Down                    | 1981 | David Lee Roth | Roy Orbison, Bill Dees                                                         |                   |
| Primary                             | Van Halen III                 | 1998 |                | Eddie Van Halen, Michael Anthony, Gary Cherone, Alex Van Halen                 | Instrumental      |
| Push Comes to Shove                 | Fair Warning                  | 1981 | David Lee Roth | Alex Van Halen, David Lee Roth, Eddie Van Halen, Michael Anthony               |                   |
| Respect the Wind                    | Twister Soundtrack            | 1996 |                | Eddie Van Halen, Alex Van Halen                                                | Instrumental      |
| Right Now                           | For Unlawful Carnal Knowledge | 1991 | Sammy Hagar    | Alex Van Halen, Eddie Van Halen, Michael Anthony, Sammy Hagar                  |                   |
| Rise                                | Video Hits Volume I           | 1998 |                |                                                                                | Videoclip         |
| Rock and Roll                       | Live Without a Net            | 1986 | Sammy Hagar    | John Bonham, John Paul Jones, Jimmy Page, Robert Plant (Led Zeppelin 1971)     | Live              |
| Romeo Delight                       | Women and Children First      | 1980 | David Lee Roth | Alex Van Halen, David Lee Roth, Eddie Van Halen, Michael Anthony               |                   |
| Runaround                           | For Unlawful Carnal Knowledge | 1991 | Sammy Hagar    | Alex Van Halen, Eddie Van Halen, Michael Anthony, Sammy Hagar                  |                   |
| Runnin’ with the Devil              | Van Halen                     | 1978 | David Lee Roth | Alex Van Halen, David Lee Roth, Eddie Van Halen, Michael Anthony               |                   |
| Sammy and Eddie Guitar Battle       | Live Without a Net            | 1986 |                |                                                                                | Live              |
| Secrets                             | Diver Down                    | 1982 | David Lee Roth | Alex Van Halen, David Lee Roth, Eddie Van Halen, Michael Anthony               |                   |
| She’s the Woman                     | A Different Kind of Truth     | 2012 | David Lee Roth | David Lee Roth, Eddie Van Halen, Wolfgang Van Halen, Alex Van Halen            |                   |
| Sinner’s Swing!                     | Fair Warning                  | 1981 | David Lee Roth | Alex Van Halen, David Lee Roth, Eddie Van Halen, Michael Anthony               |                   |
| So This Is Love?                    | Fair Warning                  | 1981 | David Lee Roth | Alex Van Halen, David Lee Roth, Eddie Van Halen, Michael Anthony               |                   |
| Somebody Get Me a Doctor            | Van Halen II                  | 1979 | David Lee Roth | Alex Van Halen, David Lee Roth, Eddie Van Halen, Michael Anthony               |                   |
| Source of Infection                 | OU812                         | 1988 | Sammy Hagar    | Alex Van Halen, Eddie Van Halen, Michael Anthony, Sammy Hagar                  |                   |
| Spanish Fly                         | Van Halen II                  | 1979 |                | Alex Van Halen, David Lee Roth, Eddie Van Halen, Michael Anthony               | Instrumental      |
| Spanked                             | For Unlawful Carnal Knowledge | 1991 | Sammy Hagar    | Alex Van Halen, Eddie Van Halen, Michael Anthony, Sammy Hagar                  |                   |
| Stay Frosty                         | A Different Kind of Truth     | 2012 | David Lee Roth | David Lee Roth, Eddie Van Halen, Wolfgang Van Halen, Alex Van Halen            |                   |
| Strung Out                          | Balance                       | 1995 |                | Alex Van Halen, Eddie Van Halen, Michael Anthony, Sammy Hagar                  | Instrumental      |
| Sucker in a 3 Piece                 | OU812                         | 1988 | Sammy Hagar    | Alex Van Halen, Eddie Van Halen, Michael Anthony, Sammy Hagar                  |                   |
| Summer Nights                       | 5150                          | 1986 | Sammy Hagar    | Alex Van Halen, Eddie Van Halen, Michael Anthony, Sammy Hagar                  |                   |
| Summertime Blues                    | Live Without a Net            | 1986 | Sammy Hagar    | Eddie Cochran (1958)                                                           | Live              |
| Sunday Afternoon in the Park        | Fair Warning                  | 1981 |                | Alex Van Halen, David Lee Roth, Eddie Van Halen, Michael Anthony               | Instrumental      |
| Take Me Back (Déjà Vu)              | Balance                       | 1995 | Sammy Hagar    | Alex Van Halen, Eddie Van Halen, Michael Anthony, Sammy Hagar                  |                   |
| Take Your Whiskey Home              | Women and Children First      | 1980 | David Lee Roth | Alex Van Halen, David Lee Roth, Eddie Van Halen, Michael Anthony               |                   |
| Tattoo                              | A Different Kind of Truth     | 2012 | David Lee Roth | David Lee Roth, Eddie Van Halen, Wolfgang Van Halen, Alex Van Halen            |                   |
| The Dream Is Over                   | For Unlawful Carnal Knowledge | 1991 | Sammy Hagar    | Alex Van Halen, Eddie Van Halen, Michael Anthony, Sammy Hagar                  |                   |
| The Full Bug                        | Diver Down                    | 1982 | David Lee Roth | Alex Van Halen, David Lee Roth, Eddie Van Halen, Michael Anthony               |                   |
| The Seventh Seal                    | Balance                       | 1995 | Sammy Hagar    | Alex Van Halen, Eddie Van Halen, Michael Anthony, Sammy Hagar                  |                   |
| The Trouble with Never              | A Different Kind of Truth     | 2012 | David Lee Roth | David Lee Roth, Eddie Van Halen, Wolfgang Van Halen, Alex Van Halen            |                   |
| There’s Only One Way to Rock        | Live Without a Net            | 1986 | Sammy Hagar    | Sammy Hagar (1981)                                                             | Live              |
| Top Jimmy                           | 1984                          | 1984 | David Lee Roth | Alex Van Halen, David Lee Roth, Eddie Van Halen                                |                   |
| Top of the World                    | For Unlawful Carnal Knowledge | 1991 | Sammy Hagar    | Alex Van Halen, Eddie Van Halen, Michael Anthony, Sammy Hagar                  |                   |
| Tora! Tora!                         | Women and Children First      | 1980 | David Lee Roth | Alex Van Halen, David Lee Roth, Eddie Van Halen, Michael Anthony               |                   |
| Ultra Bass                          | Live: Right Here, Right Now   | 1992 |                | Sammy Hagar, Eddie Van Halen, Michael Anthony, Alex Van Halen                  | Instrumental Live |
| Unchained                           | Fair Warning                  | 1981 | David Lee Roth | Alex Van Halen, David Lee Roth, Eddie Van Halen, Michael Anthony               |                   |
| Up for Breakfast                    | The Best of Both Worlds       | 2004 | Sammy Hagar    | Sammy Hagar, Alex Van Halen, Eddie Van Halen                                   |                   |
| When It’s Love                      | OU812                         | 1988 | Sammy Hagar    | Alex Van Halen, Eddie Van Halen, Michael Anthony, Sammy Hagar                  |                   |
| Where Have All the Good Times Gone! | Diver Down                    | 1982 | David Lee Roth | Ray Davies (The Kinks 1965)                                                    |                   |
| Why Can’t This Be Love              | 5150                          | 1986 | Sammy Hagar    | Alex Van Halen, Eddie Van Halen, Michael Anthony, Sammy Hagar                  |                   |
| Wild Thing (Wild Ones)              | Live Without a Net            | 1986 | Sammy Hagar    |                                                                                | Live              |
| Without You                         | Van Halen III                 | 1998 | Gary Cherone   | Eddie Van Halen, Michael Anthony, Gary Cherone, Alex Van Halen                 |                   |
| Women in Love                       | Van Halen II                  | 1979 | David Lee Roth | Alex Van Halen, David Lee Roth, Eddie Van Halen, Michael Anthony               |                   |
| Won’t Get Fooled Again              | Live: Right Here, Right Now   | 1992 | Sammy Hagar    | Pete Townshend (The Who 1971)                                                  | Live              |
| Year to the Day                     | Van Halen III                 | 1998 | Gary Cherone   | Eddie Van Halen, Michael Anthony, Gary Cherone, Alex Van Halen                 |                   |
| You and Your Blues                  | A Different Kind of Truth     | 2012 | David Lee Roth | David Lee Roth, Eddie Van Halen, Wolfgang Van Halen, Alex Van Halen            |                   |
| You Really Got Me                   | Van Halen                     | 1978 | David Lee Roth | Ray Davies (The Kinks 1964)                                                    |                   |
| You Really Got Me                   | Live: Right Here, Right Now   | 1992 | Sammy Hagar    | Ray Davies (The Kinks 1964)                                                    | Live              |
| You’re No Good                      | Van Halen II                  | 1979 | David Lee Roth | Clint Ballard, Jr. (Dee Dee Warwick 1963)                                      |                   |